# Wojciech Pędich
Wojciech Krystyn Pędich (ur. 2 lutego 1926 w Sokołowie Podlaskim, zm. 13 września 2024) – polski lekarz, profesor, gerontolog.

## Życiorys
Był synem Jana i Adeli z Pocztalskich. Ojciec był fotografem, działaczem społecznym oraz burmistrzem Sokołowa Podlaskiego. W rodzinnym mieście ukończył szkołę podstawową i gimnazjum. Podczas okupacji niemieckiej uczył się na tajnych kompletach i w 1944 zdał maturę. Po zakończeniu działań II wojny światowej podjął studia na Uniwersytecie Warszawskim (Wydział Lekarski). Był m.in. redaktorem pisma studenckiego Życie Medyczne. W 1951 otrzymał dyplom lekarski. W 1952 doktoryzował się. Ze względów politycznych nie mógł pozostać na uczelni i przeniósł się do Opola, gdzie zatrudnił się w szpitalu i gdzie zainteresował się gerontologią i geriatrią. Napisał wówczas  pracę na ten temat: Badania nad stanem zdrowia i warunkami życia ludzi starych miasta Opola. 
Współorganizował Polskie Towarzystwo Gerontologiczne i przez wiele lat był jego przewodniczącym, a później był jego przewodniczącym honorowym. Kierował też Sekcją Geriatryczną Polskiego Towarzystwa Lekarskiego. Założył pismo Zeszyty Problemowe PTG (późniejsza Gerontologia Polska). 
Habilitował się w 1964 (Akademia Medyczna we Wrocławiu). W tym samym roku został ordynatorem Oddziału Chorób Wewnętrznych Szpitala Wojewódzkiego w Białymstoku. W 1974 z jego inicjatywy otwarto Zakład Gerontologii na Akademii Medycznej w Białymstoku, którym kierował (jego następczynią na tym stanowisku była jego wychowanka – prof. Barbara Bień). 
W 1985 otrzymał tytuł profesora. W 1989 włączył się bardzo aktywnie w proces reaktywowania Izb Lekarskich i był członkiem Komitetu Organizacyjnego Izb Lekarskich. Tworzył też struktury takich izb w województwach: białostockim, łomżyńskim i suwalskim. 9 listopada 1989 zorganizował I Okręgowy Zjazd Lekarzy. W latach 1990–1993 był przewodniczącym Okręgowego Sądu Lekarskiego. Sprawował też funkcję członka Naczelnej Rady Lekarskiej pierwszej kadencji. Był pomysłodawcą i współorganizował Uniwersytet Trzeciego Wieku (1994). Po przejściu na emeryturę sprawował funkcję przewodniczącego Komisji Bioetycznej przy Okręgowej Izbie Lekarskiej w Białymstoku.

## Osiągnięcia
Interesował się kardiologią, w tym kardiogenetyką i kardiologią kliniczną. Badał warunki środowiskowe, stan zdrowia i potrzeby ludzi starszych, w tym możliwości aktywizacyjnej działalności samopomocowej tej zbiorowości. Napisał m.in., pracę Rozkład statystyczny odstępów RR w migotaniu przedsionków i jego ewolucja w leczeniu naparstnicą. Opublikował łącznie około 290 publikacji i sześć podręczników współtworzonych. Był promotorem sześciu prac doktorskich i opiekunem dwóch przewodów habilitacyjnych. W 1986 otrzymał Nagrodę Indywidualną I stopnia Ministerstwa Zdrowia. Był członkiem zarządu Międzynarodowego Towarzystwa Gerontologicznego. 

## Odznaczenia
- Krzyż Oficerski Orderu Odrodzenia Polski[4]

## Niektóre publikacje
- Health Status of the Elderly People in the City of Białystok, 1990 (współautorstwo),
- Wpływ zjawisk demograficznych na kierunki kształcenia lekarzy, 1992 (współautorstwo),
- Choroby wewnętrzne, podręcznik dla średnich szkół medycznych, 1988, 1990, 1992, 1994,
- Environmental Conditioning of Pathological Behaviour in Old Age, 1995 (współautorstwo),
- Pacjenci w starszym wieku, 1995 (współautorstwo)[3].